# Vio Martin
Vio Martin (* 28. April 1906 als Violette-Clara Barraud in Vich, Kanton Waadt; † 23. März 1986 in Clarens) war eine französischsprachige Schweizer Journalistin und Schriftstellerin.

## Leben
Vio Martin absolvierte das Lehrerseminar in Lausanne. Als Lehrerin unterrichtete sie bis zu ihrer Scheidung von Edgar Martin 1958. Als Journalistin war sie für die Tageszeitung Gazette de Lausanne und die Wochenschrift Coopération tätig. Ihr Werk umfasst hauptsächlich Gedichtbände, auch für Kinder; daneben verfasste sie Liedtexte und Essays zum Waadtland.

## Auszeichnungen
- 1963: Prix des écrivains vaudois

## Werke

### Lyrik
- Paysages, La Chaux-de-Fonds 1938.
- Escales, La Chaux-de-Fonds 1940.
- Venoge, Genf 1943.
- Poésies pour pomme d’api, Lausanne 1947.
- Equinoxe d’automne, Lausanne 1947.
- Les saisons parallèles, Paris 1952.
- Terres noires, Lausanne 1959.
- Visages de la flamme, Neuenburg 1963.
- Grave et tendre voyage, Lausanne 1969.
- Le chant des coqs, Neuenburg 1973.

### Sachbücher
- La cathédrale de Lausanne, Neuenburg 1950.
- Flâneries autour de Lausanne, Neuenburg 1960.
- Ce pays. Images de Suisse romande, Lausanne 1964.
- Vieilles églises de la Broye, Lausanne 1977.

### Kinderbücher
- Tourne, petit moulin..., Lausanne 1955.
- Ils étaient trois petits enfants, Lausanne 1962.
- Les poéchantines, Lausanne 1971.
- Amusons-nous, Francette, Yverdon 1983.